# Gann Valley
Gann Valley est une communauté non-incorporée située dans le comté de Buffalo, dont elle est le siège, dans le Dakota du Sud, aux États-Unis. Elle avait une population de 14 habitants au recensement de 2010. Son code ZIP est 57341. C'est à Gann Valley que se situe le centre de population du Dakota du Sud. Le village détient le record de la plus haute température dans l'État (48,8 °C).
Fondée en 1885, la localité doit son nom à l'un de ses premiers habitants, Herst Gann, et à sa situation dans la vallée de Crow Creek.

## Démographie
| 2010 | - | - | - | - | - |
| ---- | - | - | - | - | - |
| 14   | - | - | - | - | - |